# Ельня (Гагаринский район)
Е́льня — деревня в Смоленской области России, в Гагаринском районе. Расположена в северо-восточной части области в 40 км к северо-западу от Гагарина у автодороги Карманово — Зубцов. Население — 372 жителя (2007). Административный центр Ельнинского сельского поселения.

## История
В 1861 году владельческая деревня, 29 дворов, 210 жителей. В начале XX века 43 двора, 190 жителей. Большинство домов построены в 1970-х годах в период строительства Вазузской гидротехнической системы, когда сюда были переселены жители затапливаемых деревень.

## Экономика
Неполная средняя школа, библиотека, дом культуры, медпункт.
ООО «Старо-Осиновское»
2 магазина